# Massif central (Sri Lanka)
Pour l’article homonyme, voir Massif central (homonymie).
Le Massif central (en anglais : Central Highlands) est un massif montagneux du centre du Sri Lanka. Il abrite les plus hautes montagnes du pays, dont le point culminant, Pidurutalagala (2 524 mètres d'altitude), et le haut lieu de pèlerinage du pic d'Adam.
Ce massif est globalement protégé via l'inscription en 2010 de la zone au patrimoine mondial de l'Unesco sous le nom de Hauts plateaux du centre de Sri Lanka.